# شفق، بیلقان
شفق، بیلقان (به ترکی آذربایجانی: Şəfəq) منطقه‌ای مسکونی در جمهوری آذربایجان است که در شهرستان بیلقان واقع شده‌است. شفق ۱٬۱۴۵ نفر جمعیت دارد.